# 伯奧克 (密歇根州)
伯奧克（英語：Burr Oak）是位於美國密歇根州聖約瑟夫縣伯奧克鎮區的一個村。

## 人口
根據2020年美國人口普查的數據，伯奧克的面積為2.61平方千米，當中陸地面積為2.61平方千米，而水域面積為0.00平方千米。當地共有人口753人，而人口密度為每平方千米288人。